# Babille (woreda, Oromia)
Pour les articles homonymes, voir Babille.
Babille (ou Babile) est un woreda de l'est de l'Éthiopie  situé dans la zone Misraq Hararghe de la région Oromia.
Il est connu pour le complexe d'aires protégées du sanctuaire de la vie sauvage de Harar.
Le woreda et la ville de Babille doivent leur nom à un sous-groupe des Oromos.
Le woreda compte 93 708 habitants pour 240 km2 en 2007 alors qu'il se réduit à l'époque à sa partie nord.
Son chef-lieu, la ville de Babille, se détache au début des années 2020 pour former un district urbain séparé.

## Situation
Situé entre 950 et 2 000 m d'altitude[réf. souhaitée] dans la zone Misraq Hararghe de la région Oromia, le woreda est bordé à l'est et au sud par la région Somali, à l'ouest par Fedis et au nord par Gursum.
La ville de Babille se trouve dans le nord du woreda sur la route Harar-Djidjiga.
La rivière Fafen coule à la limite orientale du woreda[Quand ?]. 
Le woreda ne comprend qu'un peu plus de 20% de terres arables — utilisées notamment pour la culture de l'arachide et des graines oléagineuses — tandis que plus de 70% du territoire est impropre à l'agriculture, le reste du territoire se partage entre pâturages et forêts. [réf. souhaitée]

## Démographie

Fontaine à Babille en 2012.

D'après le recensement national de 2007 réalisé par l'Agence centrale de statistique d'Éthiopie, ce district — qui ne comprend à l'époque que le nord du district actuel, — compte 93 708 habitants dont 19 % de citadins.
La population urbaine (17 712 personnes) est celle de la ville de Babille.
La plupart des habitants du woreda  (96 %) sont musulmans.
En 2022, la population est estimée sur le même périmètre à 142 988 personnes avec une densité de population de 240 personnes par km2 et 596 km2 de superficie.
Entre-temps, le district s'est très largement agrandi vers le sud et retrouve sensiblement son périmètre du début des années 2000, avec près de 4 900 km2 de superficie.